# 伯嫩
伯嫩（德語：Bönen，發音：[ˈbøːnən]）是德国北莱茵-威斯特法伦州阿恩斯贝格行政区翁纳县的市镇，面积38.04平方千米，2023年12月31日人口为18,239人。